# Women's Football Alliance
La Women's Football Alliance (WFA) è una delle tre leghe di football americano a 11 femminile degli Stati Uniti (le altre sono la Independent Women's Football League e la Women's Spring Football League). Fondata nel 2008, ha cominciato l'attività nel 2009. Comprende 40 squadre situate negli Stati Uniti d'America.

## Albo d'oro

### WFA National Championship
| Anno | Squadra vincitrice     | Risultato della finale | Finalista sconfitta  |
| ---- | ---------------------- | ---------------------- | -------------------- |
| 2009 | Saint Louis Slam (1)   | 21-14                  | West Michigan Mayhem |
| 2010 | Lone Star Mustangs (1) | 16-12                  | Columbus Comets      |
| 2011 | Boston Militia         | 34-19                  | San Diego Surge      |
| 2012 | San Diego Surge (1)    | 40-36                  | Chicago Force        |
| 2013 | Chicago Force (1)      | 81-34                  | Dallas Diamonds      |
| 2014 | Boston Militia (2)     | 69-34                  | San Diego Surge      |
| 2015 | D.C. Divas             | 30-26                  | Dallas Elite         |
| 2016 | D.C. Divas (2)         | 28-26                  | Dallas Elite         |

### Alliance Bowl
| Anno | Squadra vincitrice         | Risultato della finale | Finalista sconfitta |
| ---- | -------------------------- | ---------------------- | ------------------- |
| 2014 | Indy Crash (1)             | 26-12                  | Seattle Majestics   |
| 2015 | Central Cal War Angels (1) | 28-8                   | Atlanta Phoenix     |
| 2016 | Saint Louis Slam (1)       | 38-7                   | Tampa Bay Inferno   |

### Alliance Bowl Midwest Region
| Anno | Squadra vincitrice  | Risultato della finale | Finalista sconfitta   |
| ---- | ------------------- | ---------------------- | --------------------- |
| 2015 | Houston Power (1)   | 18-6                   | Acadiana Zydeco       |
| 2016 | Acadiana Zydeco (1) | 20-18                  | Richmond Black Widows |

## Squadre

### American Conference
- Northwest Division: Everett Reign, Portland Fighting Fillies, Portland Shockwave, Tacoma Trauma, Utah Blitz
- Pacific West Division: Central Cal War Angels, Pacific Warriors, Sin City Sun Devils, San Diego Surge
- Pacific South Division: Arizona Assassins, Ventura County Wolfpack, West Coast Lightning
- Great Plains Division: Kansas City Titans, Minnesota Machine, Saint Louis Slam
- Gulf Coast Division: Acadiana Zydeco, Arkansas Wildcats, Tulsa Threat
- Southwest Division: Arlington Impact, Austin Outlaws, Dallas Elite, Houston Power, South Texas Lady Crushers

### National Conference
- Great Lakes Division: Chicago Force, Derby City Dynamite, Detroit Dark Angels, Indy Crash, West Michigan Mayhem
- New England Division: Boston Renegades
- Mid-Atlantic Division: Central Maryland Seahawks, Cleveland Fusion, Columbus Comets, D.C. Divas
- North Atlantic Division: Atlanta Phoenix, Jacksonville Dixie Blues
- South Atlantic Division: Daytona Wave Runners, Miami Fury, Orlando Anarchy, Tampa Bay Inferno